# Спонсируемая государством интернет-пропаганда
В XXI веке ряд государств создали системы прогосударственной пропаганды в Интернете, которой занимаются не СМИ, а отдельные пользователи — комментаторы сайтов с пользовательским контентом. Примеры таких систем: в России — «кремлеботы», в Китае — «умаодан». В задачи групп могут входить создание тем и сообщений на интернет-форумах, постов и комментариев в блогах и социальных сетях, оставление комментариев на страницах интернет-СМИ, зачастую в форме агрессивного троллинга оппонентов.

## Россия

### История создания
По данным российского политтехнолога С. А. Белковского, первая специально обученная «бригада» была создана ещё в 2000—2001 годах и была малочисленной. Функции этой бригады состояли в том, чтобы «путём комментариев в блогах и в форумах под статьями дискредитировать неудобную для власти позицию или тексты». Согласно опубликованной в 2003 году в журнале «Вестник Онлайн» статье «Виртуальное око старшего брата», «веб-бригадам» («бригадникам») уже в то время были «характерны особенности и общие черты, не свойственные никаким другим участникам дискуссий»:
- «круглосуточное присутствие на форумах»
- «пластичность идеологии, всегда совпадающей с государственной»
- «безграничная преданность Путину и его окружению»
- «почтение и преклонение перед ВЧК-КГБ-ФСБ»

### Техническое и программное обеспечение
Одним из основных признаков веб-бригад является использование бригадниками для своей «работы» в интернете специального программного обеспечения, создающего одновременно в наиболее популярных соцсетях миллионы ложных «сообщений» одновременно от тысяч и более ложных «виртуальных людей». Именно эта лживая «массовость» и является главным, что отличает бригадника от обычного пользователя интернета, имеющего право высказывать своё личное мнение в интернете. Используя специальное программное обеспечение, бригадники целенаправленно вытесняют из соцсетей реальных людей, заменяя их ложными «массами» и по сути навязывают обществу гигантскую ложь о якобы «существовании» несуществующего на самом деле «подавляющего общественного мнения» по тому или иному вопросу общественной жизни.

### Агентство интернет-исследований
СМИ связывают работу фабрики троллей с петербургским миллиардером Евгением Пригожиным и его компанией «Главсеть». С июля 2015 года туда с ул. Савушкина, 55 переехали «Интернет-исследования».

## США
В США проект, получивший название «Честный голос» (англ. Operation Earnest Voice), управлялся непосредственно Центральным командованием вооружённых сил.
В 2011 году издание РБК со ссылкой на британскую The Guardian писало, что армия США в скором будущем будет оснащена программным обеспечением, ориентированным на проведение проамериканской пропаганды через социальные сети и различные блоги. Данная технология сделает возможным вести секретную блогерскую деятельность на зарубежных сайтах; например, такое ПО будет противодействовать распространению пропаганды за пределами США, поможет кампаниям по дезинформации или хакерским атакам. В рамках этой программы будут создаваться вымышленные виртуальные личности в Twitter, Facebook и других соцсетях, которые по всем внешним признакам будут казаться обычными пользователями из разных стран и иметь убедительную легенду. Под контролем одного военного будет до десяти онлайн-персонажей.
Согласно заявлению генерального директора агентства Associated Press Тома Керли изданию «The Huffington Post», администрация Буша превратила американские войска в глобальную пропагандистскую машину, вводя жёсткие ограничения для журналистов, стремящихся дать общественности правдивую информацию о войнах в Ираке и Афганистане. Согласно расследованиям АП на службе у Пентагона находятся до 27000 преданных сотрудников, которые отвечают исключительно за связь с общественностью. На их содержание Пентагон тратил как минимум 4,7 миллиарда долларов в год.

## Великобритания
«Cambridge Analytica» — британская компания, оказавшаяся в центре скандала о крупной утечке личных данных из сети Facebook и вмешательстве в выборы по всему миру.
Bell Pottinger — компания, занимавшаяся пропагандой в Интернете в интересах высокопоставленных заказчиков, пользовалась в работе авторитетом лорда Белла, ранее работавшего советником Маргарет Тэтчер. Была разоблачена в 2016 году и разорилась. В её арсенале были обнаружены многочисленные средства создания иллюзии правды, включая подставные аккаунты в соцсетях и в Википедии.

## Израиль и арабская пропаганда
Публичная дипломатия Израиля (Хасбара — разъяснение) — усилия по связям с общественностью по распространению положительной информации за рубежом о Государстве Израиль и его действиях в противовес пропаганде его врагов.
Была создана в 2009 году по инициативе Министерства иностранных дел группа, специализирующаяся на «интернетной войне», включает оплачиваемых сотрудников, чья работа, по мнению проарабского источника, заключается в трёхсменном пребывании в интернете с целью распространения произраильской информации.
Пример борьбы с антиизраильской пропагандой сатирический ролик We Con the World, созданный в июне 2010 года израильским интернет-сайтом сатиры и критики СМИ «Латма» в ответ на необоснованное, по мнению авторов клипа, осуждение действий Израиля. Следует добавить, что государство к этому ролику отношение не имеет и «Латма» делала свой ролик по своей инициативе и за свой счёт.
В прошлом израильская контрпропаганда была ответной реакцией, пытаясь объяснить действия Израиля.
Теперь официальные органы Израиля, в том числе пресс-секретарь израильских сил обороны и министерство иностранных дел, вложили средства в профессиональные группы по проектированию и коммуникациям, чтобы улучшить содержание предыдущих боевых действий. ЦАХАЛ больше не отвечает критикам в СМИ.
По мнению некоторых проарабских источников, особое внимание уделяется выработке у участников навыков ведения дискуссий в интернете. Активисты борьбы с антиизраильской пропагандой небезосновательно обвиняют своих оппонентов в антисемитизме.